# Susanne Schewior-Popp
Susanne Schewior-Popp (* 1955) ist eine deutsche Pflegewissenschaftlerin.

## Leben
Sie studierte Germanistik, Geschichte, Pädagogik und Philosophie an der Georg-August-Universität Göttingen. Nach dem Referendariat, Unterrichtstätigkeit am Gymnasium und ihrer Promotion im erziehungswissenschaftlichen Bereich bei Volker Lenhart an der Ruprecht-Karls-Universität Heidelberg war sie Referatsleiterin in der Lehrerbildung für Berufe im Gesundheitswesen. Seit 1993 lehrt sie als Professorin an der Katholischen Hochschule Mainz und seit 2007 als Honorarprofessorin für den Lehr- und Forschungsbereich „Pflegebildungsforschung“ an der Pflegewissenschaftlichen Fakultät der Philosophisch-Theologischen Hochschule Vallendar mit Betreuung des entsprechenden Doktorandenkolloquiums.

## Schriften (Auswahl)
- Krankengymnastik und Ergotherapie. Eine exemplarische Studie zur Entwicklung von Professionalisierungsprozessen und Ausbildung in den Berufen des Gesundheitswesens. Schulz-Kirchner, Idstein 1994, ISBN 3-8248-0094-2, (zugleich Dissertation, Heidelberg 1994).
- als Herausgeberin: Patientenbeobachtung in der Pflegeausbildung. Ausgewählte Unterrichtsentwürfe. Bibliomed, Melsungen 1997, ISBN 3-89556-007-3.
- Handlungsorientiertes Lehren und Lernen in Pflege- und Rehabilitationsberufen. Thieme, Stuttgart/New York 1998, ISBN 3-13-111881-4.
- mit Annette Lauber: Gemeinsam lernen – vernetzt handeln. Curriculum für die integrierte Pflegeausbildung. Thieme, Stuttgart/New York 2003, ISBN 3-13-135351-1.
- Lernsituationen planen und gestalten. Handlungsorientierter Unterricht im Lernfeldkontext. 5 Tabellen. Thieme, Stuttgart/New York 2005, ISBN 3-13-140751-4.

## Videopodcast
- Pflege-Bildung. Ein Video-Podcast rund um das Lernen im Pflegeberuf. Episode 68: Wegbereiterinnen persönlich (2) – Roland Brühe im Gespräch mit Susanne Schewior-Popp. Veröffentlicht am 20. Oktober 2023. 50:58 Min. Videopodcast